# Даниль Гаттас, Мария-Альфонсина
 Мария-Альфонсина Даниль Гаттас  (4 октября 1843, Иерусалим, Jerusalem Sanjak, Османская империя — 25 марта 1927, Эйн Карем, Подмандатная Палестина) — святая Римско-Католической Церкви, палестинская монахиня. Основала католическую монашескую конгрегацию «Сёстры Розария из Иерусалима» — единственную католическую конгрегацию, возникшую в Святой земле.

## Биография
Мария-Альфонсина родилась в богатой христианской арабской семье. В возрасте 14 лет, преодолев сопротивление родителей, не желавших отдавать её в монастырь, Мария-Альфонсина вступила конгрегацию Сестёр святого Иосифа, позднее она основала новую монашескую конгрегацию «Сёстры Святого Розария из Иерусалима».
Во время беатификации Марии-Альфонсины римский папа Бенедикт XVI сказал, что Мария-Альфонсина являлась «одной из влиятельных женских фигур в Церкви на Ближнем Востоке» .

## Прославление
Чин причисления Марии-Альфонсы к лику блаженных совершил префект Конгрегации по канонизации святых архиепископ Анджело Амато и латинский патриарх Иерусалима Фуад Туаль 22 ноября 2009 года в базилике Благовещения в Назарете.
17 мая 2015 года Римский папа Франциск причислил её к лику святых вместе с Мариам Баоуарди, Марией Кристиной Брандо и Жанной Эмилией де Вильнёв.
День памяти в — 25 марта.